# Sergej Loznica
Serhij Volodymyrovyč Loznica (ukrajinsky: Сергій Володимирович Лозниця; * 5. září 1964, Baranavičy) je ukrajinský filmový režisér narozený v Bělorusku. Začínal jako dokumentarista, v roce 2010 se stal i režisérem hraných filmů. Dokumenty ale točí dál. Dlouhodobě žije v Německu.

## Život
Jeho rodina se přestěhovala z Běloruska do Kyjeva, když byl ještě dítě. Vystudoval matematiku na Národní technické univerzitě Ukrajiny, absolvoval roku 1987. Poté vědecky pracoval v Ústavu kybernetiky. Živil se v té době též jako překladatel z japonštiny, kterou ovládá. V roce 1991 začal studovat na Gerasimovově všeruské státní univerzitě kinematografie. Absolvoval roku 1997. V roce 2001 on a jeho rodina přesídlili do Německa. V letech 2003 a 2007 si odvezl ocenění za nejlepší dokument z festivalu v Karlových Varech. V roce 2006 a 2013 získal stejné ocenění na Krakovském festivalu. Za svůj druhý hraný snímek V mlze (В тумане) získal v roce 2012 cenu FIPRESCI na festivalu v Cannes. Znovu v Cannes uspěl roku 2018 se svým hraným filmem Donbas (Донбас), za jehož režii obdržel cenu Un Certain Regard.

### Vyloučení z Ukrajinské filmové akademie
V březnu 2022 byl Loznica vyloučen z Ukrajinské filmové akademie. Důvodem byl jeho nedostatečný patriotismus vůči Ukrajině v době, kdy je ve válce s Ruskem. Loznica se totiž postavil na stranu některých ruských režisérů. Zatímco prezident Vladimir Putin a jeho vláda by měli být podle něj potrestáni, nechce uplatňovat kolektivní vinu na všechny Rusy. Je např. zastáncem toho, aby se ruští filmaři a jejich filmy dále mohli účastnit filmových festivalů. "V případě tragédie zvané válka, pevně věřím, že je třeba zachovat si zdravý rozum. Jsem proti bojkotu svých kolegů, ruských filmařů, kteří vystupují proti zločinům Putinova režimu," napsal Loznica. Již dříve kritizoval Evropskou filmovou akademii za vlažný přístup vůči ruské invazi na Ukrajinu a na protest z ní vystoupil.